# Бану Кааб
Бану Кааб (араб.: بنو كعب) — арабское племя иракского происхождения, поселившееся в основном в южной части Ирака, в таких городах как Басра и Назария. С начала 18-го века в Бану Кааб начался переход от суннитского к шиитскому направлению ислама.
Также Бани Кааб распространены в западном Хузестане, провинциях на юго-западе Ирана и в столице Ахваз. Другая ветвь племени поселилась в областях на месте современного Омана и Объединённых Арабских Эмиратов.
Выходцы из племени Бану Кааб часто носят фамилии Кааби или Аль-Кааби.
У Бану Кааб есть свой флаг жёлтого цвета. Они вели войны с соседними народами. Например, знаменитая морская битва, под названием Аль-Реках, которая произошла в Персидском заливе между Бану Кааб и Кувейтом. В ней победили первые.
Существует ещё одна ветвь Бану Кааб, полностью независимая от ветви Арабстан. Они проживают на Маххдах, близ Аль-Бурайми. Бану Кааб Катара и Бахрейна как раз из ветви Маххдах, которые воевали против Англии и Омана.